# Milka
Milka (acrónimo de Milch und Kakao, del alemán «leche y cacao») es una marca de chocolate de origen suizo, producida y distribuida por Mondelēz International. Fue fundada en 1901 por la empresa Suchard y desde entonces se ha especializado en tabletas de chocolate con leche, aunque ha ampliado su oferta a otros dulces como bollería industrial, galletas y huevos de Pascua.

## Historia

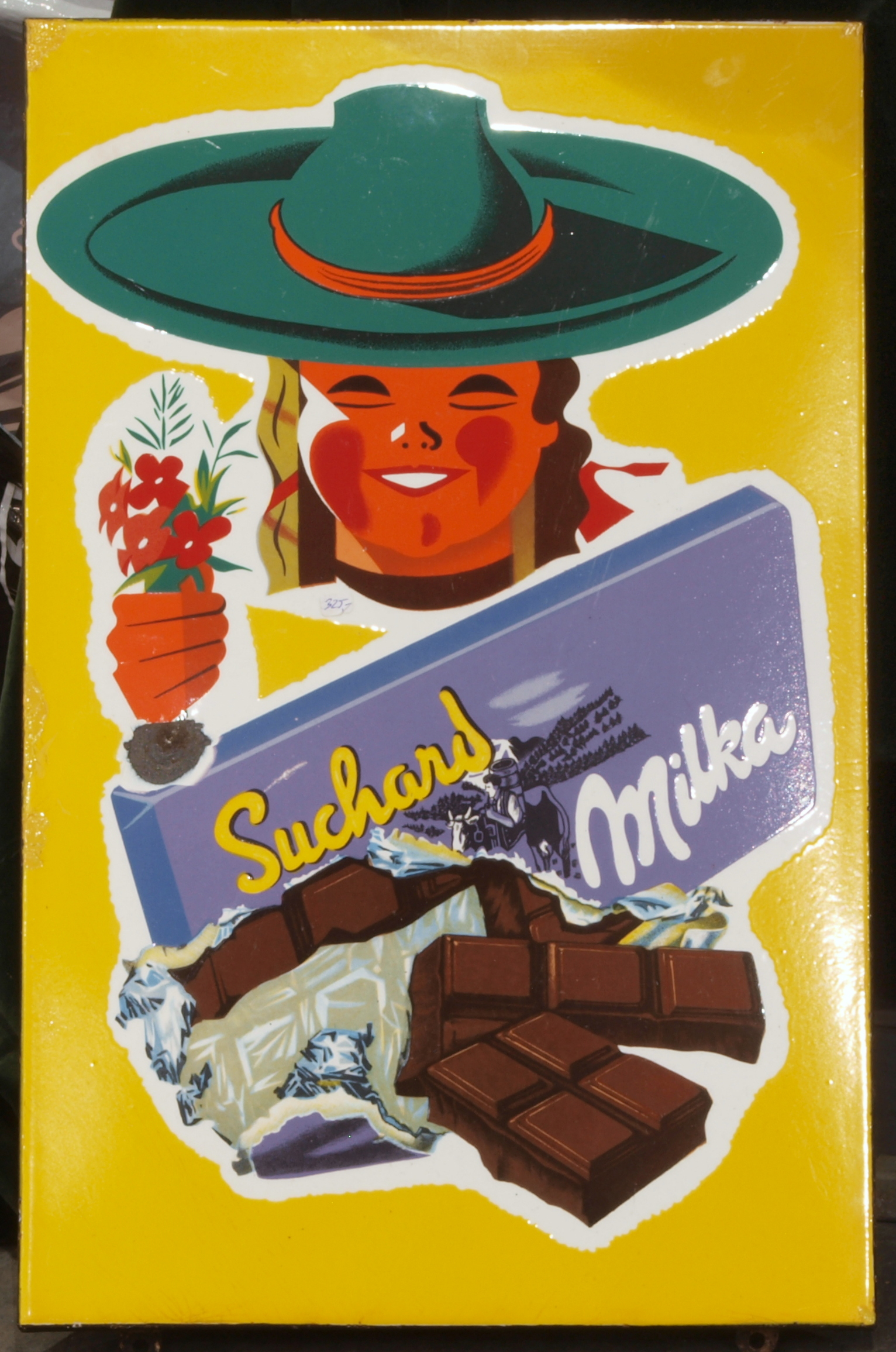
Anuncio clásico de Milka en Utrecht.

La historia de Milka está ligada a la del confitero Philippe Suchard (1797-1884), quien el 17 de noviembre de 1825 abrió su propia confitería en Neuchâtel (Suiza). Uno de los primeros productos que vendió fueron tabletas finas de chocolate. Al año siguiente expandió su producción a una fábrica en Serrières, en la que producía entre 25 y 30 kilos de chocolate al día. 
No fue hasta la década de 1890 cuando los herederos de Philippe, su hija Eugene Suchard y Carl Russ-Suchard, empezaron a hacer chocolate con leche, un producto inventado por Daniel Peter quince años atrás.
A partir del 24 de abril de 1901, los Suchard comenzaron a vender tabletas de chocolate con leche bajo el nombre «Milka», acrónimo de Milch und Kakao (en español, «leche y cacao»). Para distinguirlas de otros productos, optaron por envolverlas en un característico papel de color lila, acompañado por una vaca y un dibujo de los Alpes suizos, de donde procedía la leche. Pronto Milka se convirtió en una de las marcas más extendidas en los países de habla germana, y se lanzaron nuevos productos para festividades, como huevos de Pascua. Décadas más tarde, la producción se amplió a otros países europeos.
En 1970, la empresa Suchard se unió a Tobler (fabricantes del Toblerone) para dar origen a Interfood, que a su vez fue absorbida en 1982 por la compañía alemana de café Jacobs (propiedad de Klaus Johann Jacobs) en el grupo Jacobs Suchard, una de las mayores multinacionales de alimentación de Europa. En 1990, Kraft Foods se hizo con el control de Jacobs Suchard y expandió la marca Milka a nivel internacional, con nuevas combinaciones y otros dulces que van más allá de la clásica tableta de chocolate. Desde 2012, la filial europea de Kraft se llama Mondelēz International.
Las tabletas y la mayor parte del chocolate Milka se producen en Lörrach (Alemania), si bien hay fábricas en el resto de Europa y América Latina que pueden confeccionar otros productos.

## Imagen corporativa
Los mayores distintivos de Milka son el color lila del envase, los Alpes suizos y una vaca con cencerro y lunares lilas como mascota.
Desde los años 1990, Kraft ha registrado el uso exclusivo del color lila en cualquier campaña publicitaria relacionada con chocolate, algo que también ha intentado Cadbury con el morado. En Turquía, un tribunal falló a favor de Milka frente a una marca local que utilizaba una imagen corporativa muy similar, con vaca incluida.

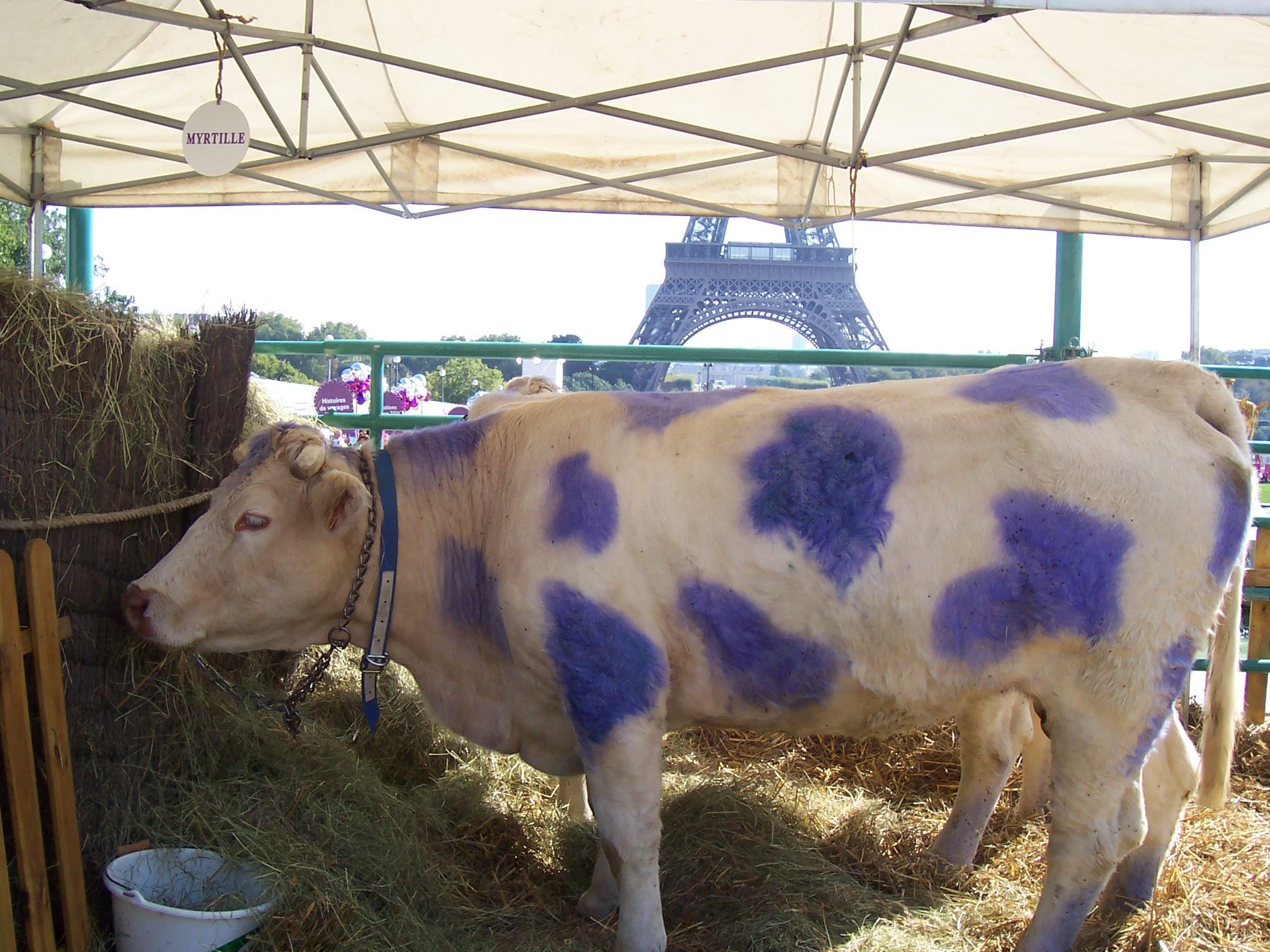
Una vaca Milka en la Torre Eiffel en París.

La asociación de Milka con los Alpes ha motivado que patrocine eventos como los campeonatos mundiales de saltos de esquí, competencias de la Federación Internacional de Esquí y otros deportes de invierno.

## Controversia
En abril de 2012 la entonces presidente de Argentina, Cristina Fernández de Kirchner, anunció que su gobierno había llegado a un acuerdo con Kraft Foods para producir Milka en el país. Hasta entonces, la mayoría de productos consumidos de la marca procedían de Brasil. La multinacional aseguró que la obligación afectaba solo a las unidades de menor tamaño, pues las tabletas más grandes se seguirían importando de las plantas de Alemania y Suiza.